# Manuel Clementino Carneiro da Cunha
Manuel Clementino Carneiro da Cunha (Vitória de Santo Antão, 25 de novembro de 1825 — Rio de Janeiro, 5 de fevereiro de 1899) foi um magistrado e político brasileiro.
Foi presidente da província do Amazonas, de 24 de novembro de 1860 a 19 de janeiro de 1863, da Paraíba em 1857 e 1860 e de Pernambuco de 6 março a 3 novembro de 1866 e de 1º maio de 1876 a 15 novembro de 1877.
Foi deputado geral do império e oficial da Imperial Ordem da Rosa e bacharel em Direito.